# Marcin Budziński
Marcin Budziński (* 24. April 1998 in Opoczno) ist ein polnischer Radrennfahrer.

## Sportlicher Werdegang
Seine Karriere im Radsport begann Budziński im Mountainbikesport, wo er noch 2018 bei den Welt- und Europameisterschaften im Cross-Country startete. Zudem wurde er 2018 polnischer Vizemeister im Eliminator hinter seinem Bruder Tomasz.  
Zur Saison 2019 wechselte Budziński mit seinem Bruder auf die Straße und wurde Mitglied im polnischen UCI Continental Team Mazowsze Serce Polski, für das er nach einem Jahr Unterbrechung in der Saison 2020 seit 2021 wieder an den Start geht. Nachdem er in den ersten drei Jahren ohne nennenswerte Ergebnisse geblieben war, erreichte er in der Saison 2023 mehrfach das Podium, unter anderem als Zweiter beim Memoriał Henryka Łasaka und Zweiter der Gesamtwertung bei der Tour of Małopolska. In die Saison 2024 startete er mit den ersten beiden internationalen Siegen seiner Karriere beim Grand Prix Slovenian Istria und beim Grand Prix Brda-Collio. Im April feierte er bei der Tour of Mersin auch den ersten Rundfahrtsieg. Es folgten der Gesamtsieg bei der Okolo Jižních Čech sowie der zweite Gesamtrang bei der Tour of Taihu Lake auf der UCI ProTour.
Zur Saison 2025 wechselte Budziński zum tschechischen Continental Team ATT Investments, das sich gleich mit vier polnischen Fahrern verstärkt hatte. Zu Beginn desselben Jahres gewann er den Rhodes GP eine Etappe der Rhodos-Rundfahrt und den Grand Prix Brda-Collio.

## Familie
Marcin Budziński ist der Zwillingsbruder von Tomasz Budziński, der ebenfalls als Radrennfahrer aktiv ist und bis 2024 mit ihm im selben Team fuhr.

## Erfolge
2022
- Mannschaftszeitfahren Belgrad-Banja Luka
- Bergwertung In the footsteps of the Romans

2024
- Grand Prix Slovenian Istria
- Grand Prix Brda-Collio
- Gesamtwertung Tour of Mersin
- Gesamtwertung und eine Etappe Okolo Jižních Čech

2025
- International Rhodes Grand Prix
- eine Etappe International Tour of Rhodes
- Grand Prix Brda-Collio